# Thomas-François Dalibard
Thomas-François Dalibard (Crannes-en-Champagne, 5 de novembre del 1709 – 1799) fou un naturalista francès conegut per ser el primer (1752) a comprovar la teoria de Benjamin Franklin sobre la natura elèctrica del llamp. També va ser l'introductor a França de les idees de Carl von Linné.
Dalibard va conèixer Franklin el 1776 durant una visita d'aquest a França i van esdevenir amics. El 1750 Franklin havia publicat una proposta d'experiment per tal de verificar si els llamps eren electricitat que consistia a fer arribar un conductor elèctric fins a un núvol de tempesta, de manera que si havia electricitat al núvol seria possible d'extreure-la a través del conductor.
Dalibard va traduir les propostes de Franklin al francès i durant el 10 de maig del 1752 va portar a terme l'experiment a Marly-la-Ville utilitzant un llarg pal metàl·lic i una ampolla de Leiden. El mes següent seria el mateix Franklin qui repetiria l'experiment i després ho farien d'altres.
El 1749 va publicar a París l'obra Florae Parisiensis prodromus ou Catalogue des plantes qui naissent dans les environs de Paris, on utilitzava el sistema de classificació de Carl von Linné, el pare de la taxonomia moderna.